# Kennedy Space Center Lanceercomplex 48

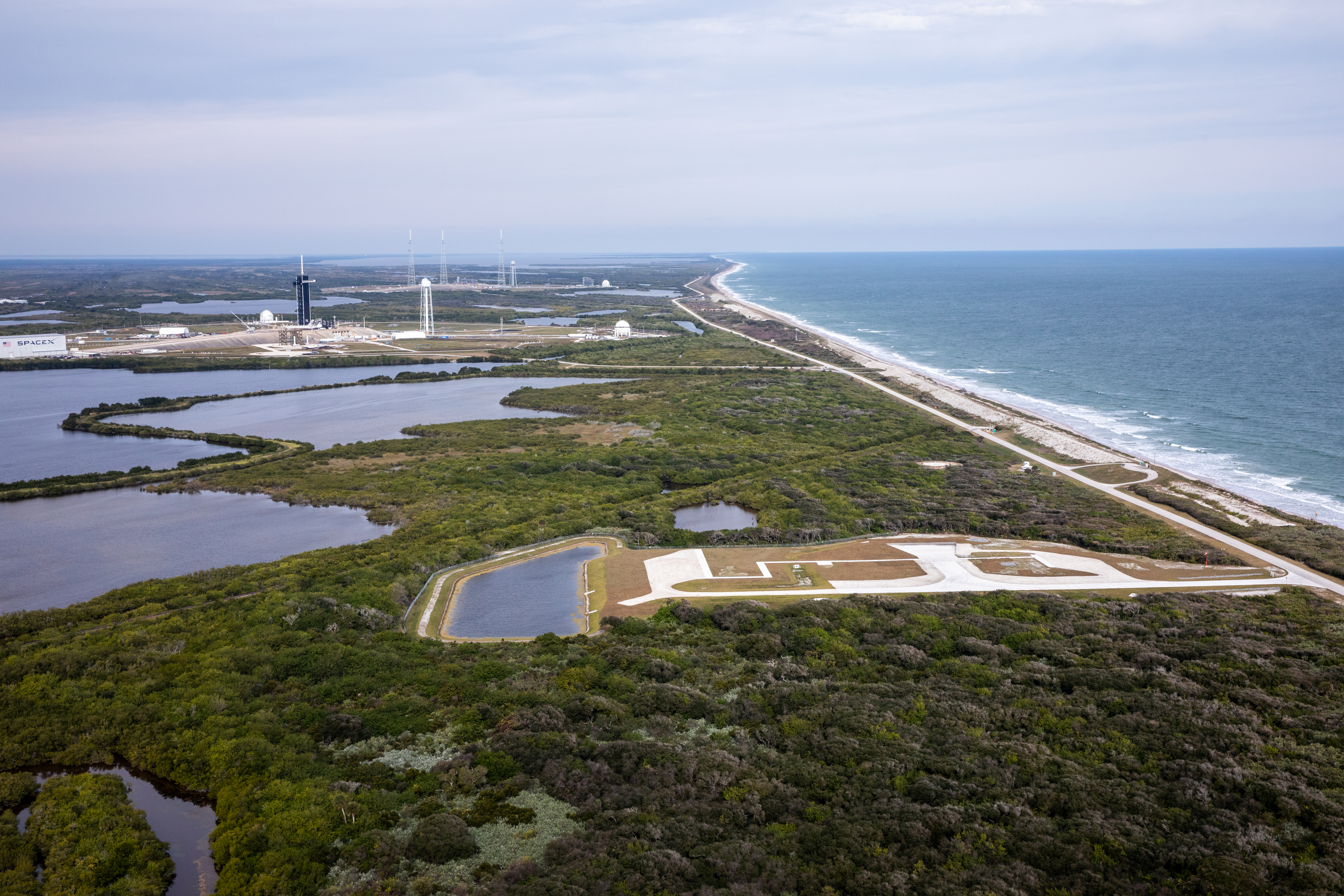
Lanceercomplex 48

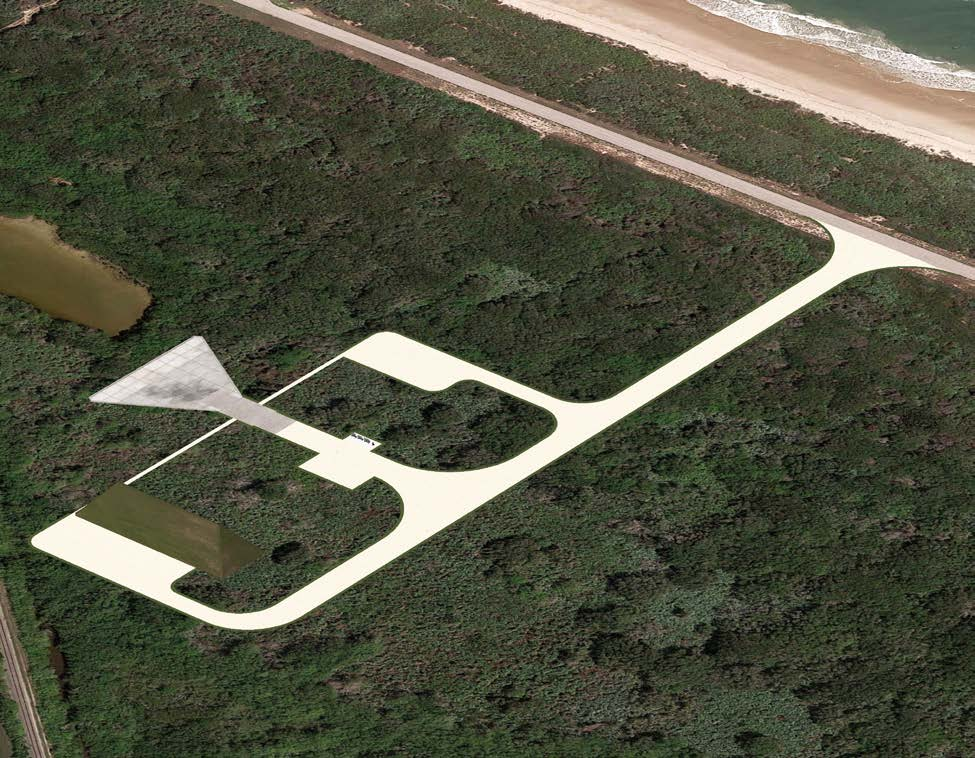
Artistieke impressie van LC-48A

Kennedy Space Center Lanceercomplex 48 (LC-48) is een lanceercomplex op het Kennedy Space Center (KSC). Het is tussen Kennedy Space Center Lanceercomplex 39 en Cape Canaveral SFS Lanceercomplex 41 aangelegd en werd op 22 december 2020 officieel geactiveerd voor gebruik. Het is het tweede lanceercomplex dat op het KSC werd gebouwd en het eerste nieuwe lanceercomplex daar sinds de aanleg van Lanceercomplex 39 in de jaren 1960.
LC-48 is bedoeld voor lichtere raketten. De aanleg is nodig omdat er sinds 2010 veel nieuwe lanceerbedrijven zijn ontstaan en de in ongebruik geraakte complexen op het Cape Canaveral AFS bijna allemaal weer in gebruik genomen zijn of worden. In 2017 en 2018 maakte NASA en Space Florida plannen bekend voor de aanleg van twee nieuwe lanceercomplexen LC-48 en LC-49 en landingsplaatsen voor raketten. De bouw van het eerste platform begon in juni 2019 en moest aan het einde van dat jaar klaar zijn.
Het platform wordt een zogenaamde clean pad. Verschillende typen raketten kunnen er met hun mobiele lanceerinstallatie op geplaatst worden. Een vloeibare zuurstoftank-installatie is er aanwezig maar de brandstofinstallatie moet door de lanceerbedrijven zelf meegenomen worden. Het lanceerplatform is 16,5 bij 13 meter groot en kan raketten tot 136.000 kg aan.

## Klandizie
Aanvankelijk zou Boeing een klant voor LC-48 zijn. Het bedrijf zou er hun XS-1 Phantom Express lanceren. Boeing stopte echter in januari 2020 met de ontwikkeling van de Phantom Express.
Er zijn anno december 2020 geen contracten voor lanceringen vanaf LC-48, maar Astra is een bedrijf dat met mobiele lanceerinrichtingen werkt en zijn lanceersysteem, Rocket 3, na enkele testlanceringen zo goed als klaar heeft om commerciële lanceringen uit te voeren. Ook het doorgestarte Vector Launch zou een geschikt bedrijf kunnen zijn. Voor het faillissement van 2019 was Lanceercomplex 46 enkele kilometers verderop op het Cape Canaveral Space Force Station het complex van hun keuze.
In 2021 maakte ABL Space Systems bekend twee prototype Kuiper-satellieten vanaf LC-48 te lanceren met hun RS1-raket. Deze lanceringen werden later geannuleerd. ABL zal te zijner tijd vanaf Cape Canaveral SLC-15 gaan lanceren.

## Eventueel platform B
Mocht het complex een succes worden dan ligt er een plan om direct ten zuiden van het reeds gebouwde Platform A een tweede lanceerplatform te bouwen. Platform B zou iets uitgebreider moeten worden dan Platform A. Zo zouden er bliksemafleiders rond die lanceerplaats moeten worden geplaatst.
Het complex zou met twee lanceerplatforms op papier 104 lanceringen per jaar kunnen verwerken.